# Gamlarætt
Gamlarætt egy új kompkikötő Feröeren, Streymoy nyugati partjának déli részén. Nem lakott hely, így nem tartozik Feröer települései közé. Tőle északra Velbastaður, délre Kirkjubøur a legközelebbi település.

## Közlekedés

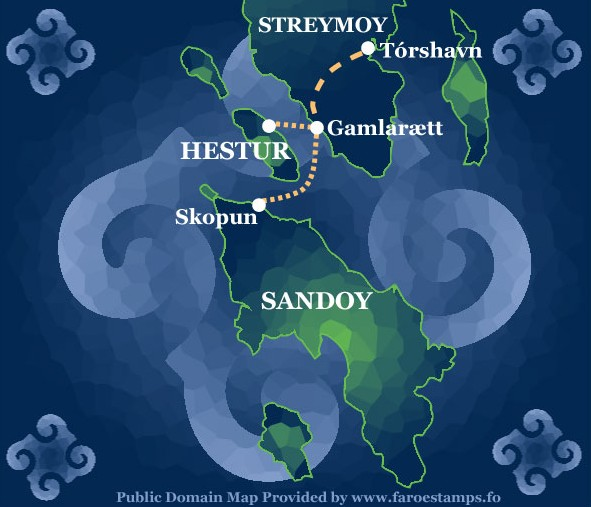
A 60-as járat útvonala

A Strandfaraskip Landsins, Feröer közösségi közlekedési társasága innen üzemelteti a 60-as kompot a nyugati irányban fekvő Hestur és Sandoy északi kikötője, Skopun felé. Az új kikötő létesítése lerövidítette a tengeri utat Tórshavnból, ahonnan a 101-es busszal közelíthető meg.
2004-ben megvalósíthatósági tanulmányt rendeltek a Streymoy és Sandoy között létesítendő Sandoyartunnilin tenger alatti alagútról; a vizsgálat 2005-ben készült el. A kompközlekedést kiváltó alagút 10,5 km hosszú lenne, és Gamlarættnál csatlakozna Streymoy úthálózatához. A munkálatok várhatóan 2011-ben kezdődnek.